# Châu Dã
Châu Dã (Tiếng Trung: 周也; bính âm: Zhōu Yě, sinh ngày 20 tháng 5 năm 1998) là một nữ diễn viên người Trung Quốc, tốt nghiệp Học viện Điện ảnh Bắc Kinh, trực thuộc công ty giải trí Truyền thông Hoà Tụng. Cô nổi tiếng với vai Ngụy Lai trong Em của thời niên thiếu.

## Tiểu sử
Châu Dã cấp hai theo học tại trường Hoa La Canh ở thành phố Huệ Châu, tỉnh Quảng Đông. Năm đầu cấp 3 thi vào lớp IELTS của Khoa Quốc tế, năm thứ 2 chọn ngành nghệ thuật tự do. Năm 2016, khi còn đang học cấp ba, Châu Dã quyết định chuyển sang học ở ban truyền thông, tạm thời quyết định thi nghệ thuật, cuối cùng cô đã trúng tuyển vào chuyên ngành diễn xuất của Học viện Điện ảnh Bắc Kinh, với thứ hạng 36 trên cả nước, trở thành sinh viên đầu tiên của Huệ Châu được nhận vào khoa diễn xuất của Học viện Điện ảnh Bắc Kinh.

## Sự nghiệp
Tháng 1 năm 2019, cô tham gia diễn xuất trong bộ phim hài kịch thời dân quốc Ly kỳ đại hanh. Ngày 11 tháng 4, bộ phim văn nghệ điện ảnh Khó có thể tin chính thức được phát sóng, trong phim cô vào vai một Đỗ Tiểu Mạn béo mập, đây cũng là bộ phim đầu tay của cô. Tháng 8, cô đóng vai chính trong bộ phim lịch sử Đại học Liên hiệp Tây Nam của chúng ta, trong phim cô vào vai hoa khôi Lâm Hoa Quân. Ngày 25 tháng 10, bộ phim tình cảm thanh xuân Em của thời niên thiếu chính thức được công chiếu, trong phim cô vào vai Ngụy Lai, bạn học cùng lớp của Trần Niệm, nhưng vì thiếu hụt giáo dục về tâm lý của gia đình mà đã trở thành kẻ bắt nạt. Châu Dã nhờ vào vai diễn này đã lọt vào danh sách Nữ diễn viên phụ xuất sắc nhất của Giải Bách Hoa lần thứ 35 và Giải Kim Kê Điện ảnh Trung Quốc lần thứ 33 cho Nữ diễn viên phụ xuất sắc nhất. Tháng 11, thể hiện ca khúc chủ đề "Tinh thần đại hải" cho dự án diễn viên trẻ của kênh CCTV-6, và tham gia lễ khai mạc Liên hoan phim Kim Kê Bách Hoa Điện ảnh Trung Quốc.
Ngày 11 tháng 7 năm 2020, cô tham gia ghi hình cho dự án đặc biệt mùa hè Đứng vững vào! Bằng hữu của chương trình Happy Camp được phát sóng trên kênh truyền hình Hồ Nam TV. Sau đó, cô cũng tham gia vào bộ phim Bác sĩ Trung Quốc dựa trên những sự kiện có thật của cuộc chiến chống lại dịch bệnh COVID-19. Tháng 12, cô hợp tác cùng Hải Thanh trong bộ phim truyền hình cách mạng A Dao Lam.
Tháng 1 năm 2021, Châu Dã đóng chung với Trương Hàm Dư trong bộ phim kháng chiến chống Nhật Lữ đoàn đường sắt. Ngày 22 tháng 2, cô góp mặt trong bộ phim cổ trang võ hiệp Sơn hà lệnh với sự tham gia của Cung Tuấn và Trương Triết Hạn được phát sóng trên kênh Youku, trong phim cô vào vai tiểu ma nữ tính cách tinh quái Cố Tương. Ngày 1 tháng 7, bộ phim chiến tranh lịch sử 1921 của cô sẽ được chính thức phát sóng.

## Danh sách phim

### Phim điện ảnh
| Năm  | Tựa đề                      | Tựa đề tiếng Trung | Vai            | Ghi chú   |
| 2019 | Khó Có Thể Tin              | 难以置信           | Đỗ Tiểu Mạn    | Vai chính |
| 2019 | Em Của Thời Niên Thiếu      | 少年的你           | Ngụy Lai       | Vai phụ   |
| 2021 | Bác Sĩ Trung Quốc           | 中国·医生          | Tiểu Văn       | Vai phụ   |
| 2021 | 1921                        | 1921               | Dương Khai Tuệ | Khách mời |
| 2021 | Thiết Đạo Anh Hùng          | 铁道英雄           | Bành Nghiên    | Vai chính |
| 2023 | Đếm Ngược Nói Yêu Em        | 倒数说爱你         | Hàn Thư Nghiên | Vai chính |
| 2023 | Tam Quý Tình Sử             | 三贵情史           | Ngư Ngư        | Vai chính |
| 2023 | Được Ăn Cả Ngã Về Không     | 孤注一掷           | Tống Vũ        | Vai phụ   |
| 2024 | Ngang Qua Thị Trấn Ngàn Mây | 电影云边有个小卖部 | Trình Sương    | Vai chính |

### Phim truyền hình
| Năm  | Tựa đề                        | Tựa đề tiếng Trung | Vai             | Bạn diễn                    | Ghi chú       |
| 2021 | Sơn Hà Lệnh                   | 山河令             | Cố Tương        | Cung Tuấn, Trương Triết Hạn | Vai chính thứ |
| 2021 | A Diêu Lam                    | 啊摇篮             | Đường Tố Tố     | Hải Thanh, Lý Trạch Phong   | Vai chính thứ |
| 2021 | Cùng Em Đến Tận Cùng Thế Giới | 陪你到世界终结     | Liễu Khê Xuyên  |                             | Vai chính thứ |
| 2023 | Liên Đại Tây Nam Của Chúng Ta | 我们的西南联大     | Lâm Hoa Quân    | Vương Hạc Đệ                | Vai chính     |
| 2023 | Hộ Tâm                        | 护心               | Nhạn Hồi        | Hầu Minh Hạo                | Vai chính     |
| 2023 | Vi Hữu Ám Hương Lai           | 为有暗香来         | Hoa Thiển       | Vương Tinh Việt             | Vai chính     |
| 2023 | Rất nhớ, rất nhớ anh          | 很想很想你         | Cố Thanh        | Đàn Kiện Thứ                | Vai chính     |
| 2024 | Đừng rung động vì anh         | 别对我动心         | Nhạc Thiên Linh | Lâm Nhất                    | Vai chính     |
| 2025 | Cẩm nguyệt như ca             | 锦月如歌           | Hòa Yến         | Thừa Lỗi                    | Vai chính     |

## Chương trình truyền hình
| Năm  | Kênh                   | Tên chương trình              | Tập/Số tập    | Ghi chú            |
| 2020 | Hồ Nam TV              | Happy Camp                    | Tập ngày 11/7 | Khách mời          |
| 2021 | Chiết Giang TV         | Running Brothers mùa 9        | Tập 4         | Khách mời          |
| 2021 | Tencent Video          | 50km vườn hoa đào             | 10 tập        | Thành viên cố định |
| 2021 | Mango TV               | Chinese Restaurant mùa 5      | 12 tập        | Thành viên cố định |
| 2022 | Chiết Giang TV         | Vương bài đối vương bài mùa 7 | Tập 7         | Khách mời          |
| 2022 | Chiết Giang TV         | Tam vị thiếu niên             | Tập 9         | Khách mời          |
| 2022 | Chiết Giang TV - IQIYI | Manh thám tra án 2            | Tập 1         | Khách mời          |

## Đại ngôn quảng cáo
| Năm  | Thương hiệu    | Danh phận                             | Ghi chú |
| ---- | -------------- | ------------------------------------- | ------- |
| 2019 | COHO           | Người phát ngôn                       |         |
| 2020 | Materia Medica | Người phát ngôn thanh niên            |         |
| 2021 | Bách Gia Hào   | Nhân viên tuyệt vời                   |         |
| 2021 | Cao Đức Địa Đồ | Đối tác quen thuộc                    |         |
| 2021 | Mirinda        | Đại sứ nước trái cây và đồ uống có ga |         |
| 2021 | WOSADO         | Người phát ngôn của Zero keo lông mi  |         |
| 2021 | Comper         | Người phát ngôn                       |         |
| 2021 | TASAKI         | Bạn thân thương hiệu                  |         |
| 2021 | Caddilac       | Đại sứ thương hiệu                    |         |
| 2021 | STACCATO       | Người phát ngôn thời trang mới        |         |
| 2021 | minayo         | Người phát ngôn                       |         |
| 2021 | Crest          | Đại sứ thương hiệu                    |         |
| 2021 | RockingZoo     | Đại sứ thương hiệu                    |         |
| 2021 | Glick          | Đại sứ thương hiệu Almond Effect      |         |
| 2021 | Oreo           | Đại sứ thương hiệu trẻ                |         |
| 2021 | Batiste        | Đại sứ thương hiệu                    |         |
| 2021 | L'Oreal        | Đại sứ Tóc khỏe mạnh                  |         |
| 2021 | Hộ Thư Bảo     | Đại sứ thương hiệu                    |         |
| 2021 | Dã Thú Phái    | Đại sứ nước hoa thanh niên            |         |
| 2021 | Louis Vuitton  | Bạn thân thương hiệu                  |         |
| 2021 |                |                                       |         |
| 2022 | Erie           | Đại sứ năm mới của Trung Quốc         |         |
| 2022 | LANCOME        | Đại sứ trang điểm                     |         |
| 2022 | Febreze        | Đại sứ thương hiệu                    |         |
| 2022 | Tasaki         | Đại sứ thương hiệu                    |         |
| 2022 | Philips beauty | Đại sứ thương hiệu                    |         |
| 2022 | Shiseido       | Đại sứ thương hiệu                    |         |
| 2022 | Kilala         | Người phát ngôn thương hiệu           |         |
| 2022 | Tampax         | Người phát ngôn thương hiệu           |         |
| 2022 | WMF            | Người phát ngôn thương hiệu           |         |
| 2023 | Swisse         | Đại sứ thương hiệu                    |         |
| 2023 | Lux            | Đại sứ thương hiệu                    |         |
| 2023 | Pantene        | Đại sứ thương hiệu                    |         |
| 2023 | Costa Coffee   | Đại sứ thương hiệu                    |         |
| 2023 | Dior           | Đại sứ thương hiệu                    |         |
| 2023 | Bobbi Brown    | Đại sứ thương hiệu                    |         |

## Giải thưởng và đề cử

### Điện ảnh và truyền hình
| Năm  | Giải thưởng                               | Hạng mục                       | Tác phẩm đề cử         | Kết quả   |
| 2019 | China Movie Channel (CCTV-6) M List       | Nữ diễn viên triển vọng nhất   | Em Của Thời Niên Thiếu | Đề cử     |
| 2020 | Hoa Đỉnh lần thứ 27                       | Nữ diễn viên phụ xuất sắc nhất | Em Của Thời Niên Thiếu | Đề cử     |
| 2020 | Giải thưởng Điện ảnh châu Á lần thứ 14    | Nữ diễn viên phụ xuất sắc nhất | Em Của Thời Niên Thiếu | Đề cử     |
| 2020 | Kim Kê lần thứ 33                         | Nữ diễn viên phụ xuất sắc nhất | Em Của Thời Niên Thiếu | Đề cử     |
| 2021 | Đêm điện ảnh Weibo 2021                   | Diễn viên triển vọng của năm   | Em Của Thời Niên Thiếu | Đoạt giải |
| 2021 | Lễ trao giải Văn Vinh -Wenrong award 2021 | Diễn viên tiềm năng nhất       | A diêu lam             | Đoạt giải |
| 2023 | Đêm điện ảnh Weibo 2023                   | Diễn viên tiến bộ của năm      | Đếm ngược nói yêu em   | Đoạt giải |